# 景春华
景春华（1956年2月—），男，汉族，山东广饶人，中华人民共和国政治人物。河北广播电视大学中文专业、中央党校研究生院在职研究生班科学社会主义专业毕业，河北大学世界经济专业硕士，天津大学管理学院管理科学与工程专业管理学博士学历。

## 生平
景春华1973年11月参加工作。1976年8月加入中国共产党。历任开滦矿务局团委副书记、中国共青团唐山市委书记，共青团河北省委副书记、书记，中共承德市委副书记、代市长、市长等职务。2006年7月，任中共衡水市委书记。2008年10月，任中共河北省委秘书长。2011年1月，任中共河北省委常委。

### 违纪被查
2015年3月3日，景春华涉嫌严重违纪违法，接受组织调查。同年5月8日，因为违反廉洁自律规定，收受礼金，收受巨额贿赂，严重违反社会主义道德，与他人通奸，被开除党籍并开除公职，同时将其涉嫌犯罪问题、线索及所涉款物移送司法机关依法处理。
2001年至2013年，景春华先后利用职务上的便利，为相关单位和个人在承揽工程、企业经营发展、职务晋升或调整等事项上提供帮助，直接或者通过其妻非法收受相关人员给予的财物共计折合人民币6054.7598万元。另外，景春华对共计折合人民币8635.7137万元的财产不能说明来源。
2016年12月23日，吉林省长春市中级人民法院公开宣判景春华受贿、巨额财产来源不明案，对被告人景春华以受贿罪判处有期徒刑十五年，并处罚金人民币四百万元；以巨额财产来源不明罪判处有期徒刑六年，决定执行有期徒刑十八年，并处罚金人民币四百万元。对景春华受贿所得财物和来源不明财产及其孳息予以追缴，上缴国库。